# Tris(1,3-dichlorisopropyl)phosphat
Tris(1,3-dichlorisopropyl)phosphat (TDCPP) ist eine chemische Verbindung aus der Stoffgruppe der Phosphorsäureester.

## Eigenschaften
TDCPP ist eine farblose, geruchslose und viskose Flüssigkeit. Sie ist in Wasser schwer, jedoch in Alkoholen, Ketonen (wie z. B. Aceton) und chlorierten Kohlenwasserstoffen löslich. Bei Temperaturen ab etwa 250 °C zersetzt sich die Verbindung, wobei Phosphor- und Kohlenoxide sowie Chlorverbindungen freiwerden.

## Verwendung
TDCPP wird als Flammschutzmittel (z. B. für Polyurethanschäume, Polyisocyanuratschäume und Styrol-Butadien-Gummimischungen) verwendet. Sie wird dafür in einer Größenordnung von etwa 10.000 t pro Jahr in der EU produziert.

## Sicherheitshinweise/Toxikologie
Bei TDCPP wird beim Menschen eine Krebs erzeugende Wirkung vermutet, da sich diese im Tierversuch gezeigt hat.
TDCPP ist z. B. in Teppichböden und Autositzen nachweisbar.
Tris(1,3-dichlorisopropyl)phosphat wurde 2017 von der EU gemäß der Verordnung (EG) Nr. 1907/2006 (REACH) im Rahmen der Stoffbewertung in den fortlaufenden Aktionsplan der Gemeinschaft (CoRAP) aufgenommen. Hierbei werden die Auswirkungen des Stoffs auf die menschliche Gesundheit bzw. die Umwelt neu bewertet und ggf. Folgemaßnahmen eingeleitet. Ursächlich für die Aufnahme von Tris(1,3-dichlorisopropyl)phosphat waren die Besorgnisse bezüglich der Eigenschaften als potentieller endokriner Disruptor. Die Neubewertung soll ab 2020 von Deutschland durchgeführt werden.